# 기갑척탄병
기갑척탄병 (도움말·정보)(機甲擲彈兵, 독일어: Panzergrenadier, 머리문자 표기로는 PzGren 또는 Pzg)는 이 단어는 각자 다른 단어인 기갑과 독일어에서 유래된 프로이센 왕국에서 수류탄을 던지는 장병을 가리키는 척탄병을 합친 단어이다.

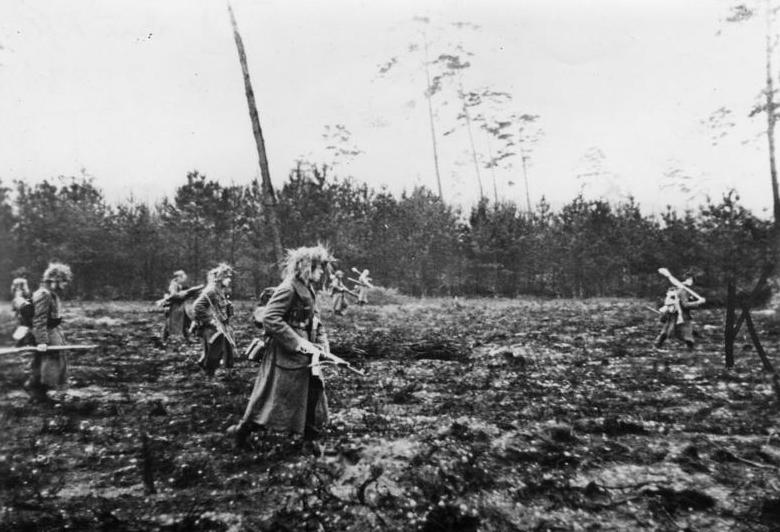
1944년 말기, 아헨에서 작전중인 기갑척탄병들

제2차 세계 대전에서 독일에서 처음 쓰인 이 단어는 장갑을 두른 차량을 타고 다니면서 적의 차량이나 전차를 공격하던 보병을 가리켜 사용되었다. 현재는 차량화보병 또는 기계화보병을 가리키고 있으며, 오스트리아 국군, 독일 육군, 스위스 육군에서 병과 명칭 및 부대 명칭으로 쓰이고 있다.